# El rey Arturo (película de 2004)
El rey Arturo es un filme estrenado en Estados Unidos el 28 de junio de 2004 por Touchstone Pictures, con el subtítulo «La verdadera historia que inspiró la leyenda». 
La película cuenta una historia de ficción basada en datos arqueológicos, de que la leyenda del rey Arturo se había originado en una persona real, un comandante romano de nombre Arcturus. 
En la película, que mezcla la evidencia histórica con elementos de las leyendas artúricas, Arturo y sus caballeros (provenientes de las tribus conquistadas por el imperio romano) se enfrentan a los sajones, que invadieron Gran Bretaña, pues el imperio romano, en decadencia, está retirando sus legiones de la isla, dejando a los habitantes de la misma a merced de los invasores bárbaros.
La película se centra en las disputas políticas, la caída del imperio romano, el avance de los bárbaros sajones (que pretendían cruzar el muro de Adriano), los conflictos religiosos entre cristianos y paganos, los pictos y el intento desesperado de Arturo para mantener una Inglaterra unida.
Antes de poder quedar en libertad, los caballeros de Arturo son enviados en una última misión, rescatar a un noble romano y su hijo, que viven en una hacienda en los territorios ocupados al norte del muro de Adriano, para regresar a salvo a Roma, en donde el hijo del noble romano podría ser considerado para el nombramiento de papa.
Cuando llegan a la hacienda instalada en los territorios bajo ocupación romana, no muy lejos del muro de Adriano, descubren que tenían a una población de esclavos trabajando en esas tierras y Arturo los libera, ordena marchar hacia el sur para escapar y buscar refugio en el muro de Adriano, porque los bárbaros Sajones han podido armar un gran ejército de combatientes en los últimos años para luchar contra la invasión romana y están dispuestos a marchar hacia el sur, arrasando a los pueblos nativos y a los pictos, comandados por Merlín el mago, que ha perdido varias batallas contra los Sajones y ahora busca establecer una alianza con el experimentado combatiente y caballero Arturo, ante la noticia esparcida en la isla de que los romanos finalmente se van a retirar, después de ocupar esas tierras durante varios años.
Arturo libera a una prisionera de la tribu de los pictos, que es una princesa guerrera llamada Ginebra, acusada de brujería y rechazar el cristianismo, ella es hija de Merlín el mago y juntos tratan de escapar del avance del ejército de los Sajones, que también buscan llegar a esa hacienda con la ayuda de un campesino informante, para capturar al noble romano y pedir un rescate a Roma por su liberación, el ejército de los Sajones persiguen a Arturo y los refugiados a pocas horas de distancia a caballo, en donde pueden escuchar los tambores de los combatientes Sajones entre las montañas mientras escapan al sur, Merlin se encuentra con Arturo y le pide comandar su ejército de pictos para luchar contra la invasión de los Sajones, que no los abandone, se quede a vivir con ellos y establecer un reino independiente en la isla, en donde Arturo sería proclamado Rey de todos los pueblos de la isla y tendría el respaldo de los pictos.
Finalmente logran llegar al muro de Adriano y el respaldo militar de todo el puesto de mando romano, seguros en una de las puertas de ingreso del fuerte romano, pero ahora se retira al sur con los habitantes que estaban al servicio de Roma y el noble romano rescatado para vivir en Roma.
Arturo se queda solo para defender a la tribu de los pictos de la princesa guerrera Ginebra y Merlín el mago, ocultos en el bosque junto al muro de Adriano, de la destrucción de los bárbaros Sajones que llegan con su gran ejército hasta el muro de Adriano, pero sus compañeros caballeros ya liberados de su compromiso de luchar después de tantos años al servicio de Roma y que también se retiraban al sur, no quieren combatir para defender a los pictos, pero al ver como Arturo está dispuesto a enfrentar solo a los Sajones, cambian de opinión y regresan para ayudarlo en la batalla, conformando una caballería para liderar al ejército de los pictos, finalmente Arturo y los pictos luchando juntos, derrotan a los Sajones en una sangrienta batalla con la ventaja estratégica del muro de Adriano y se establecen para vivir en la isla, renuncian a regresar a Roma y ahora pueden establecer un nuevo reino independiente en la isla, Arturo se casa con Ginebra y Merlín el mago bendice esta nueva alianza entre los pueblos.     
Los productores del filme afirman presentar una versión auténticamente histórica de las llamadas leyendas artúricas, inspirada supuestamente en nuevos descubrimientos arqueológicos. Aunque la certeza de tal afirmación es debatible, muchos han considerado este filme bastante atípico al representar al rey Arturo como un soldado romano y no como un caballero medieval, conforme a la versión tradicional de la leyenda, y a Merlín como el jefe de los pictos (llamados woads en la cinta).
No es la primera vez que se presenta una versión de las leyendas artúricas con supuesta base histórica en filme. Se hizo una serie de programas de televisión llamada Arturo de los britanios que se transmitió en Inglaterra en 1972-1973; de ella, varios episodios fueron integrados en un filme de largometraje llamado El rey Arturo, el joven caudillo, en la cual Arturo es un cacique celta.

## Reparto
- Clive Owen - Arturo
- Ioan Gruffudd - Lancelot
- Mads Mikkelsen - Tristán
- Joel Edgerton - Gawain
- Keira Knightley - Ginebra
- Hugh Dancy - Galahad
- Ray Winstone - Bors
- Stephen Dillane - Merlín
- Ray Stevenson - Dagonet
- Stellan Skarsgård - Rey Cerdic
- Til Schweiger - Cynric